# Chlopsis longidens
Chlopsis longidens är en fiskart som först beskrevs av Garman, 1899.  Chlopsis longidens ingår i släktet Chlopsis och familjen Chlopsidae. Inga underarter finns listade i Catalogue of Life.